# Відеографія Alice in Chains
Відеографія американського рок-гурту Alice in Chains містить понад 30 відеокліпів, відеоальбомів та  документальних фільмів, що вийшли з 1990 року.

## Відеокліпи
| Facelift - 1990 — «We Die Young» (Art Institute of Seattle) - 1990 — «We Die Young» (Рокі Шенк) - 1991 — «Man in the Box» (Пол Рахман) - 1991 — «Sea of Sorrow» (Пол Рахман) - 1991 — «Sea of Sorrow» (Мартін Аткінс) Dirt - 1992 — «Would?» (Кемерон Кроу, Джош Тафт) - 1992 — «Them Bones» (Рокі Шенк) - 1992 — «Angry Chair» (Метт Махурін) - 1993 — «Rooster» (Марк Пеллінгтон) - 1993 — «Down in a Hole» (Найджел Дік) Last Action Hero - 1993 — «What The Hell Have I» (Рокі Шенк) Jar of Flies - 1994 — «No Excuses» (Метт Махурін) - 1994 — «I Stay Away» (Нік Донкін) Alice in Chains - 1995 — «Grind» (Рокі Шенк) - 1996 — «Heaven Beside You» (Френк Окенфелс III) - 1996 — «Again» (Джордж Вейл) Music Bank - 1999 — «Get Born Again» (Пол Федор) | Black Gives Way to Blue - 2009 — «A Looking In View» (Стівен Шустер) - 2009 — «Check My Brain» (Александр Куртес) - 2009 — «Your Decision» (Стівен Шустер) - 2010 — «Acid Bubble» (Нік Госо) - 2010 — «Last of My Kind» The Devil Put Dinosaurs Here - 2013 — «Hollow» (Роберт Шобер) - 2013 — «Stone» (Роберт Шобер) - 2013 — «Voices» (Роберт Шобер) - 2013 — «The Devil Put Dinosaurs Here» (Тревіс Хопкінс) - 2014 — «Phantom Limb» (Роберт Шобер) Rainier Fog - 2018 — «The One You Know» (Адам Мейсон) - 2018 — «Never Fade» (Адам Мейсон) - 2019 — «Rainier Fog» (Пітер Дарлі Міллер) |

## Відеоальбоми
- 1991 — Live Facelift (Джош Тафт)
- 1996 — MTV Unplugged (Джо Перота)
- 1999 — Music Bank: The Videos[ком 4]

## Промовідео
- 1995 — The Nona Tapes — преспакет до альбому Alice in Chains (Рокі Шенк)
- 1998 — преспакет до альбому Boggy Depot[ком 5]
- 2009 — преспакет до альбому Black Gives Way to Blue (Стівен Шустер)
- 2013 — AIC 23  — преспакет до альбому The Devil Put Dinosaurs Here (Пітер Дарлі Міллер)